# One Good Cop
One Good Cop (prt: Em Nome da Justiça; bra: Justiça sob Tutela) é um filme de drama policial estadunidense de 1991 escrito e dirigido por Heywood Gould e estrelado por Michael Keaton, Rene Russo, Anthony LaPaglia e Benjamin Bratt. Keaton retrata o detetive Artie Lewis do Departamento de Polícia de Nova York, que, com sua esposa Rita (Russo), adota os filhos de seu falecido parceiro (LaPaglia) e os ama como se fossem seus. Ele também tem como alvo um dos criminosos responsáveis pela morte de seu parceiro. Ele inicialmente busca justiça para seus filhos adotivos, mas acaba optando pela retaliação roubando sua presa para sustentar sua nova família, colocando-os em perigo e sua carreira.

## Elenco
- Michael Keaton como Artie Lewis
- Rene Russo como Rita Lewis
- Anthony LaPaglia como Stevie Diroma
- Benjamin Bratt como Felix
- Rachel Ticotin como Grace
- Kevin Conway como Tenente Danny Quinn
- Tony Plana como Beniamano
- Charlayne Woodard como Cheryl Clark
- Kevin Corrigan como Clifford
- Vondie Curtis-Hall como Padre Wills

## Recepção
O filme recebeu críticas mistas. Peter Rainer do Los Angeles Times disse que "O realismo deste filme é uma espécie de fraude. Devemos estar vendo como a ultra-violência do trabalho policial se choca com a normalidade da vida doméstica de um policial. E ainda assim muitos os tiroteios de buscas de drogas que testemunhamos parecem muito apimentados no melodrama." Janet Maslin, do The New York Times, lamentavelmente observou:
| “ | A palavra "bom" normalmente não se aplica a um detetive de polícia que rouba, trapaceia e mata no cumprimento do dever, como Artie Lewis (Michael Keaton) é visto fazendo em "One Good Cop". Mas Heywood Gould, que escreveu e dirigiu o primeiro filme da Disney conhecido (na verdade, um lançamento da Hollywood Pictures, uma subsidiária da Disney) para incluir um close-up de alguém que foi atingido por uma espada, vê o herói de sua história como um último dia ultraprático Robin Hood. "One Good Cop" tem uma edição tão confusa que leva muito tempo para determinar se o cineasta está brincando sobre isso. Ele não é. Gould, que já foi repórter policial do The New York Post e mais tarde o homem que concebeu o divertido barman de "Cocktail", é claramente um moralista com ideias próprias. Ele apresenta os pequenos excessos de Artie Lewis como as respostas honestas de um homem determinado a fazer o que é melhor para os filhos de sua vida, mesmo que - especialmente se - por acaso esses filhos não forem seus. | ” |

Owen Gleiberman do Entertainment Weekly deu ao filme um C-, apelidando-o de "um filme esquizofrênico de alto conceito" com "uma mistura inescrupulosamente cínica de violência e sentimentalismo".
Em sua crítica para o Chicago Sun-Times, Roger Ebert escreveu:
"One Good Cop" queria manipular minhas emoções, e eu estava disposto a deixar tentar, mas finalmente foi tão descarado que eu tive o suficiente. Eu sempre me sinto assustador em filmes onde crianças pequenas olham para a câmera com grandes olhos castanhos e imploram por minha simpatia. O filme é astuto e inteligente, mas é imoral em sua essência, e quanto mais você pensa sobre isso, mais desonesto parece.
A principal crítica de Ebert ao filme foi quanto à sua resolução, em que o personagem de Michael Keaton não perde o emprego nem enfrenta acusações criminais por suas ações ilegais:
... mesmo que você conceda essa premissa, a última cena do filme, que deveria ter um final feliz, fica cada vez menos feliz quanto mais você pensa, porque pressupõe o silêncio e a aquiescência de todo o departamento de polícia (o possibilidade de uma investigação da Corregedoria nem mesmo contemplada).

Este filme argumenta que o fim justifica os meios. Ele empurra o baralho tão descaradamente a favor dessa suposição - especialmente com todos aqueles adoráveis órfãos - que eu queria retroceder. Queria dizer, olha, tem muitos detetives de polícia, principalmente sem filhos e com esposas que trabalham, cujos salários não os obrigam a roubar para se mudarem de apartamentos pequenos. E há muitos policiais que não pagariam o salário de uma semana (como fazem os policiais neste filme) para ajudar um colega que infringiu a lei.

Não importa quão sentimentais e altruístas sejam as razões por trás disso, um crime é um crime, e encobri-lo implica na corrupção de todos. Não sei o que os cineastas pensaram, mas não acho que "One Good Cop" tenha um final feliz.

## Bilheteria
O filme estreou na primeira semana no segundo lugar, arrecadando apenas US$ 3,3 milhões.